# TUNCONSTRUCT
TUNCONSTRUCT war ein europäisches Forschungsprojekt zur Erforschung und Entwicklung innovativer Methoden, Materialien und Maschinen zur Verbesserung des Entwurfes, des Baus und der Instandhaltung von Tunnelbauten. TUNCONSTRUCT bestand aus 41 Partnern aus elf europäischen Ländern und wurde von der europäischen Kommission im 6. Forschungsrahmenprogramm mit 26 Millionen Euro co-finanziert, dies entsprach 54 % des Gesamtbudgets. Das Projekt startete am 1. September 2005 und wurde Ende August 2009 abgeschlossen. Beteiligt waren sowohl Universitäten, wie auch Unternehmen und Ingenieurbüros. TUNCONSTRUCT war unterteilt in vier Sub-Projekte, die unten näher beschrieben werden.

## Design
Der Entwurf von Tunnelbauwerken sollte durch die Entwicklung eines Design Support Systems vereinfacht werden. Dieses System sollte den gesamten Entwurfsprozess, von der Aufnahme der Geologie bis zur Beurteilung einzelner Entwurfsvarianten, umfassen. Durch die Verknüpfung digitalisierter Datenaufnahme, numerischer Simulationen, sowie wissensbasierter Methoden musste dabei eine Softwareplattform entstehen, die ein „computer aided tunnel design“ ermöglichen sollte.

## Technologies
Durch die Entwicklung neuer Technologien und die Verbesserung bestehender Methoden sollte die Herstellung unterirdischer Bauwerke wirtschaftlicher und risikoärmer gemacht werden. Im Rahmen des Sub-Projektes wurden so zum Beispiel neue Materialien bzw. Zementmischungen für den Tübbing- oder Spritzbetonausbau entwickelt und erprobt sowie Tunnelbohrmaschinen weiterentwickelt, mit dem Ziel, deren Ausbruchsquerschnitt zu vergrößern.